# Pictetiella asiatica
Pictetiella asiatica is een steenvlieg uit de familie Perlodidae. De wetenschappelijke naam van de soort is voor het eerst geldig gepubliceerd in 1971 door Zwick & Levanidova.